# Clavelina huntsmani
Clavelina huntsmani är en sjöpungsart som beskrevs av Van Name 1931. Clavelina huntsmani ingår i släktet Clavelina och familjen klungsjöpungar. Inga underarter finns listade i Catalogue of Life.